# Arichanna biquadrata
Arichanna biquadrata är en fjärilsart som beskrevs av W. Warren 1893. Arichanna biquadrata ingår i släktet Arichanna och familjen mätare. Inga underarter finns listade i Catalogue of Life.